# Bundoran
Bundoran es una localidad situada en el condado de Donegal Irlanda de la provincia de Úlster (República de Irlanda), con una población en 2016 de 1963 habitantes. La ciudad está ubicada en la carretera N15 cerca deBallyshannon, y es la ciudad más meridional de Donegal. La ciudad es un popular Balneario, y el turismo ha estado en el corazón de la economía local desde el siglo XVlll. 
Se encuentra ubicada al noroeste del país, cerca de los montes Derryveagh, de los acantilados de Slieve League en la costa del océano Atlántico, y de la frontera con Irlanda del Norte.

## Orígenes
Bundoran , o Bun Dobhráin que en irlandés (significa: El pie de la poca agua) era, hasta hace más de un siglo, dos pueblos separados. Bundoran era el pueblo al oeste del puente sobre el río Bradoge. Esta área ahora se llama West End. Al este del puente, a unos 2 kilómetros (1 milla) de distancia, se encontraba el pueblo de Single Street. Entre estas dos comunidades separadas estaba la ciudad de Drumacrin.